# Gare de Geldermalsen
La gare de Geldermalsen (en néerlandais station Geldermalsen) est une gare néerlandaise située à Geldermalsen, dans la province de Gueldre.
La gare est située sur l'intersection de deux lignes :
- la ligne Utrecht-Boxtel, reliant le centre du pays au sud (vers Eindhoven et Maastricht,
- la Ligne de la Betuwe, appelée également la ligne Merwede-Linge (rivière), dans les provinces de la Hollande-Méridionale et le Gueldre, sur le trajet reliant Dordrecht à Geldermalsen et jusqu'à Elst.

La gare a été ouverte le 1er novembre 1868 et est toujours en service.

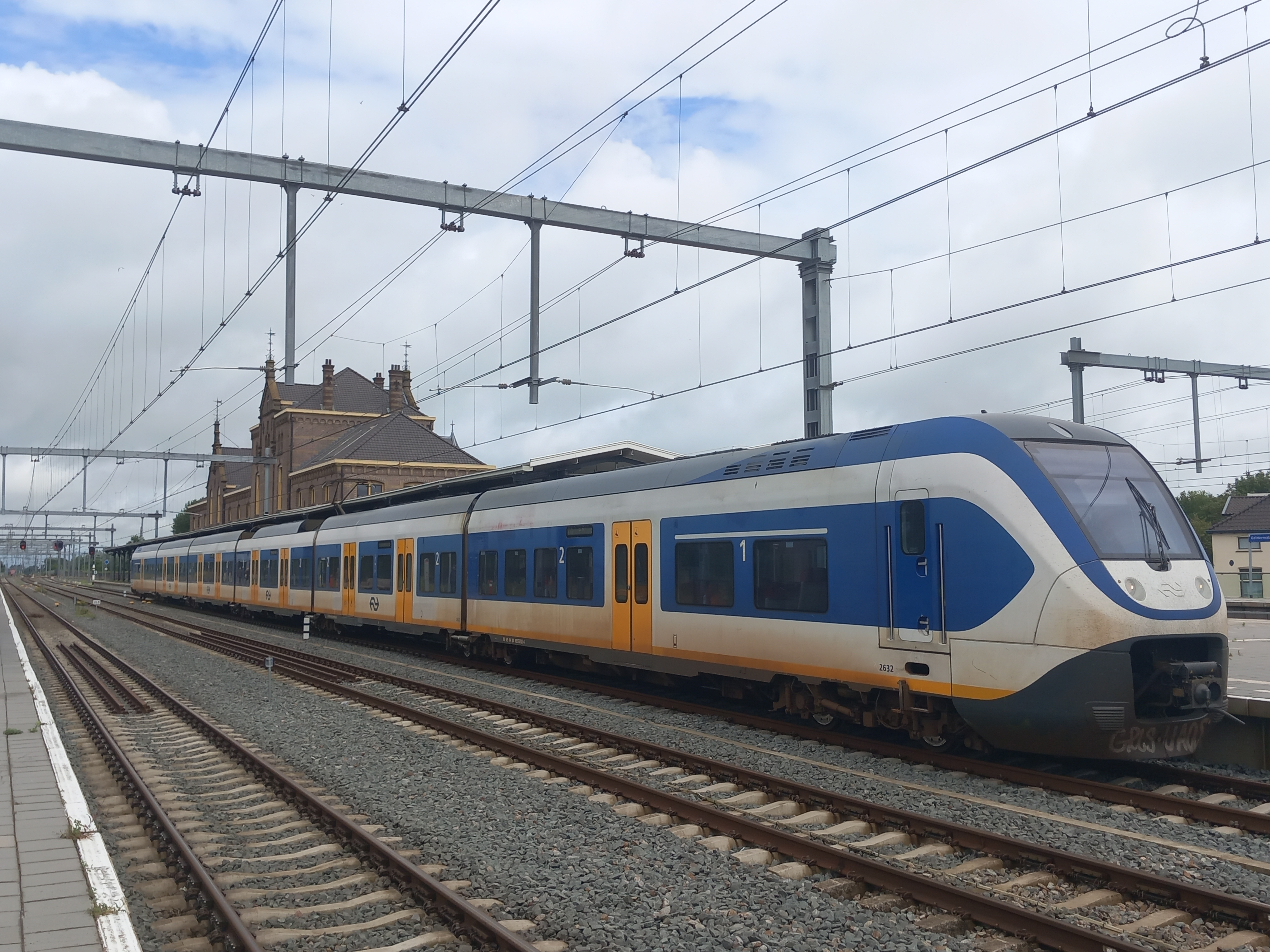
La gare côté quais.